# Никулино (парк)
Парк «Никулино» — парк на западе Москвы в районе Тропарёво-Никулино площадью 26,3 га, образованный между Рузской улицей и проспектом Вернадского в 1999 году постановлением Правительства Москвы № 38. 

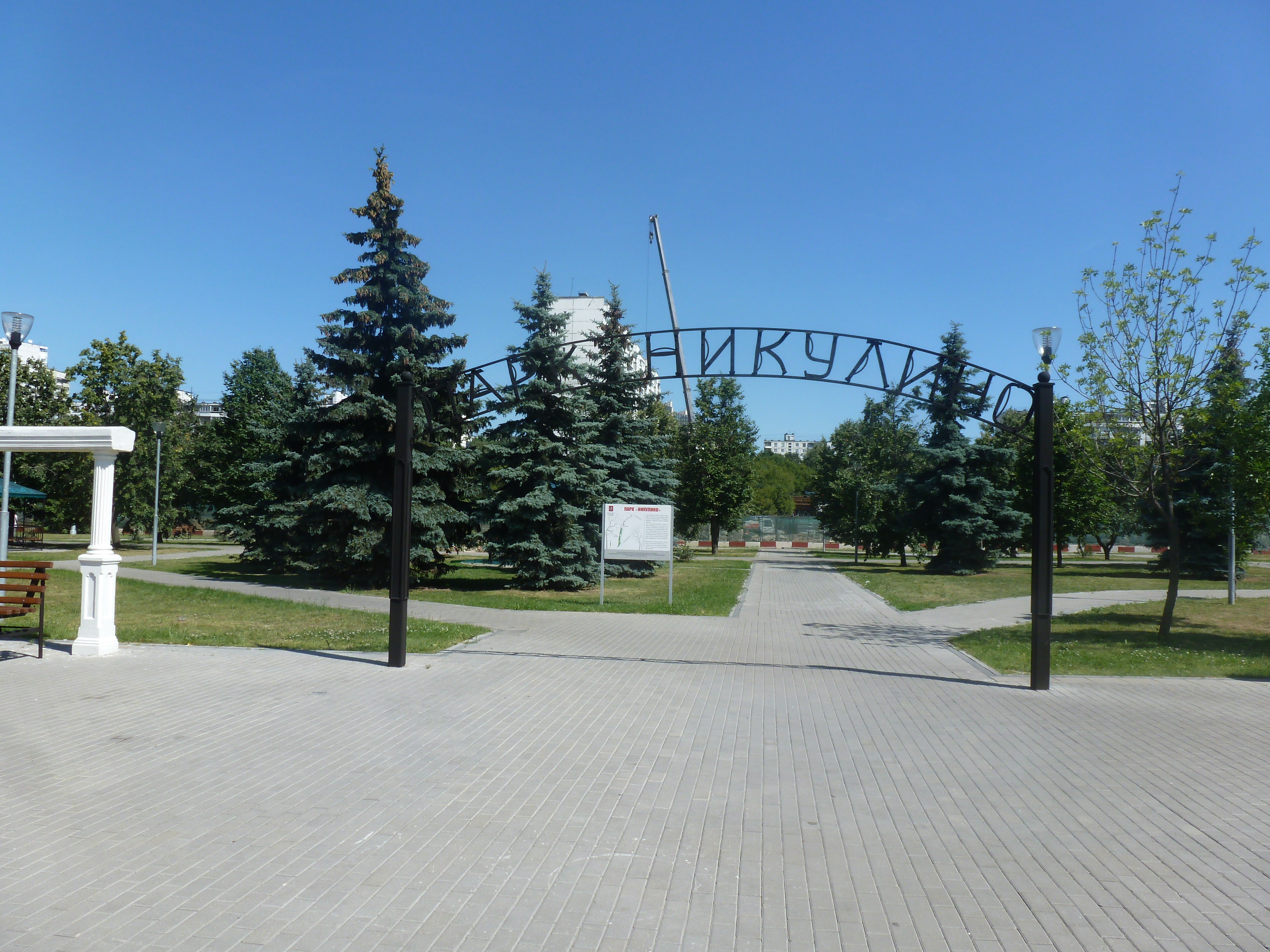
Парк «Никулино»

Несколькими месяцами позже территория была освобождена от сторонних пользователей и реконструирована по постановлению мэра Москвы Юрия Лужкова. 
В 2012 году парк по соответствующей программе был благоустроен и озеленён, на что было потрачено 238,5 миллиона рублей. 
На 2017 год парк состоит из двух частей, поделённых Тропарёвской улицей — северной и южной. На территории северной части располагается храм Михаила Архангела, построенный в 1693—1694 годах, а на территории южной части 9 декабря 2014 года был установлен памятник М. Д. Скобелеву — русскому военачальнику.
Несмотря на название, парк располагается на месте бывшей деревни Тропарёво.